# Viola Frymann
Viola Frymann est une ostéopathe américaine, née en 1921, décédée le samedi 23 janvier 2016, à San Diego, connue pour sa pratique de l'ostéopathie crânienne pédiatrique, et condamnée à deux reprises, en 1991 et 2000 pour des « actes répétés de négligence grave et d'incompétence » et pour des traitements inappropriés sur deux nourrissons sauvés in-extremis. Elle est à l'origine d'un débat aux États-Unis sur la compétence des ostéopathes pratiquant l'ostéopathie crânienne et sur la validité de leurs prétentions thérapeutiques,. Face au déclin de la pratique ostéopathique crânienne aux États-Unis par les ostéopathes, elle entreprend une campagne d'évangélisation de cette approche en Europe dans les années 1960, puis en Russie dans les années 1990. Proche de l'Alliance Évangélique américaine, Viola Frymann participe à des shows télévisés de « guérison par la foi » à Las Vegas dans les années 1960 en présence de l'évangéliste Kathryn Kuhlman.
En France, elle est membre d'honneur de la revue Ostéo et professeur émérite du Centre d'Ostéopathie A.T.M.A.N. (Association des Thérapies Manuelles Anciennes et Nouvelles) ,,.